# 野口拓也
野口 拓也（のぐち たくや、1988年7月2日 - ）は日本の陸上競技選手、専門は長距離種目。宮城県出身。東北高校、日本体育大学卒業。コニカミノルタ所属。

## 人物
- 東北高校入学後に本格的に陸上を始める。[1] 最終的に同世代で唯一5000m13分台のベストタイムを持つ選手にまで成長した。 3年生の時には大阪インターハイ(2006年)で日本人2位となる6位入賞、都道府県対抗駅伝(2007年)では高校生区間の中で最長の5区を走り区間賞獲得と、世代トップ選手にふさわしい実績を上げている。[2] しかし、宮城県内には駅伝の強豪校・仙台育英高校があり、東北高校は野口の在学中全国高校駅伝への出場はなかった。
- 高校卒業後は日本体育大学に進学。同学年の出口和也らとともにチームの主力として活躍し、箱根駅伝にも4年連続で出場した。中でも3年目の第86回箱根駅伝では往路の主要区間3区を走り区間賞を獲得している。[3] 4年生の時には主将としてチームをまとめた。
- 大学卒業後はコニカミノルタに入社。入社3年目の2014年元日のニューイヤー駅伝では5区を担当。先頭と16秒差の3位でタスキを受けると序盤から飛ばし3キロ過ぎに先頭に追いついた。そして、ラストスパートで序盤から併走していたトヨタ自動車の大石港与を引き離し、トップで東北高校の1学年後輩でもある新田良太郎にタスキを繋いだ。野口は区間賞を獲得し、勢いに乗ったコニカミノルタは6区、7区とトップを独走し2連覇を達成した。
- 2015年のびわ湖毎日マラソンでは悪天候の中、初マラソンながら2時間12分29秒で5位入賞(日本人2位)を果たし、同年8月開催予定の世界陸上北京のマラソン日本代表選考対象となった。
- 2017年のゴールドコーストマラソンでは、同年8月開催予定の世界陸上ロンドンのマラソン日本代表の川内優輝を破り、2時間08分59秒でフルマラソン初優勝した。

## 主な戦績
| 年   | 大会                                 | 種目           | 順位    | 記録          | 備考                    |
| ---- | ------------------------------------ | -------------- | ------- | ------------- | ----------------------- |
| 2015 | 香川丸亀国際ハーフマラソン           | ハーフマラソン | 26位    | 1時間02分50秒 |                         |
| 2015 | びわ湖毎日マラソン                   | フルマラソン   | 5位     | 2時間12分29秒 | 日本人2位。初マラソン。 |
| 2015 | 仙台国際ハーフマラソン               | ハーフマラソン | 6位     | 1時間04分22秒 |                         |
| 2015 | 函館ハーフマラソン                   | ハーフマラソン | 4位     | 1時間03分02秒 |                         |
| 2015 | 八王子ロングディスタンス             | 10000m         | 6組9位  | 28分27秒89    |                         |
| 2016 | びわ湖毎日マラソン                   | フルマラソン   | 53位    | 2時間22分33秒 |                         |
| 2016 | 函館ハーフマラソン                   | ハーフマラソン | 10位    | 1時間04分44秒 |                         |
| 2016 | ホクレン・ディスタンスチャレンジ深川 | 5000m          | A組22位 | 14分16秒59    |                         |
| 2017 | ゴールドコーストマラソン             | フルマラソン   | 1位     | 2時間08分59秒 | 初優勝                  |
| 2018 | 全日本実業団対抗駅伝競走大会         | 4区            | 区間7位 | 1時間06分00秒 | 総合7位                 |
| 2018 | 香川丸亀国際ハーフマラソン           | ハーフマラソン | 53位    | 1時間04分23秒 |                         |
| 2018 | びわ湖毎日マラソン                   | フルマラソン   | 10位    | 2時間11分48秒 |                         |
| 2018 | 仙台国際ハーフマラソン               | ハーフマラソン | 6位     | 1時間03分41秒 |                         |
| 2018 | ゴールドコーストマラソン             | フルマラソン   | 4位     | 2時間10分15秒 |                         |
| 2018 | 東北・みやぎ復興マラソン             | フルマラソン   | 1位     | 2時間18分37秒 |                         |
| 2018 | 東日本実業団対抗駅伝競走大会         | 6区            | 区間4位 | 31分08秒      | 総合5位                 |

## 自己ベスト･記録
- 5000m :13分46秒99（2012年 ゴールデンゲームズinのべおか）
- 10000m ：28分25秒27（2010年 日体大長距離記録会）
- ハーフマラソン：1時間02分21秒（2017年 仙台国際ハーフマラソン）
- マラソン：2時間08分59秒（2017年 ゴールドコーストマラソン）